# Tworzywo szklano-ceramiczne

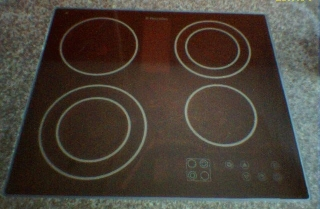
Blat kuchenki elektrycznej (2004)

Tworzywo szklano-ceramiczne – materiał mający wiele właściwości zarówno szkła jak i bardziej tradycyjnej ceramiki krystalicznej. Tworzywo jest formowane jako szkło a następnie częściowo krystalizowane poprzez obróbkę cieplną. W przeciwieństwie do ceramiki spiekanej, tworzywo szklano-ceramiczne nie posiada porów pomiędzy kryształami.
Pomimo że materiały takie jak szkła uranowe również zaliczane są do tworzyw szklano-ceramicznych, termin ten odnosi się raczej do mieszanin tlenków aluminium, litu i krzemu. Z komercyjnego punktu widzenia najważniejsza właściwość tego materiału to odporność na szok termiczny. Tworzywo to, pierwotnie opracowane do wykorzystywania w produkcji luster oraz zwierciadeł teleskopowych, zaczęto wykorzystywać w gospodarstwach domowych jako blaty kuchenek elektrycznych czy żarowytrzymałych garnków i naczyń.
Spodumen (LiAlSi2O6), krystaliczny komponent tworzyw szklano-ceramicznych, posiada ujemny  współczynnik rozszerzalności cieplnej, który kontrastuje z dodatnim współczynnikiem szkła. Regulowanie proporcji tych dwóch materiałów oferuje szeroki zakres możliwości otrzymania tego współczynnika w finalnym produkcie. 

Można regulować właściwości tworzywa w celu odpowiedniego dopasowania współczynnika rozszerzalności cieplnej poprzez poddanie granicy faz pomiędzy dwoma materiałami zmęczeniu cieplnemu. W pewnym punkcie, głównie pomiędzy 70% a 78% stopnia krystaliczności, dwa współczynniki równoważą się tak, że całe tworzywo posiada współczynnik rozszerzalności cieplnej bardzo zbliżony do zera.
Tworzywo szklano-ceramiczne posiada dużą wytrzymałość mechaniczną i potrafi wytrzymać szybkie, powtarzające się zmiany temperatury rzędu 800-1000°C. Równocześnie posiada bardzo niski współczynnik przewodności cieplnej i potrafi stać się prawie przezroczyste dla promieniowania podczerwonego. 
Wyróżnia się dwa typy kuchenek elektrycznych wykonanymi z tworzywa szklano-ceramicznego :
- Szklano-ceramiczne kuchenki używające elektrycznego nagrzewania zwojów bądź lamp halogenowych jako elementów grzewczych. Powierzchnia blatu ponad palnikiem nagrzewa się, lecz jej sąsiedztwo pozostaje chłodne co warunkuje niski współczynnik przewodności cieplnej materiału.
- Indukcyjne kuchenki nagrzewające dno garnków bezpośrednio poprzez indukcję elektromagnetyczną (sprawdza się wyłącznie dla garnków wykonanych z ferromagnetyków).

## Konserwacja i czyszczenie
Kuchenki z tworzywa szklano-ceramicznego bardzo łatwo zarysować, nie należy zatem suwać po jej powierzchni naczyń. Nie należy również dopuszczać aby rozlane na powierzchni produkty zawierające dużo cukru (np. dżem) wysychały albowiem może to doprowadzić do uszkodzeń. Kuchenki należy czyścić przy użyciu miękkich specjalnie do tego przystosowanych tkanin ze specjalnym cienkim ochronnym filtrem do szkła.